# Marijke Amado
Marijke Amado (Tilburg, 1 februari 1954), geboren als Maria Henrica Elisabeth Verbraak, is een Nederlandse zangeres en presentatrice, die vooral bekend is van Duitse radio- en televisieprogramma's. Zij woont in het Belgische Lanaken.

## Presentatrice
Na een opleiding tot edelsmid werkt zij als reisleidster en animator. Tijdens een cruise wordt zij door Rudi Carrell ontdekt en ingehuurd als assistente voor zijn televisie-uitzending Am laufenden Band, het Duitse Eén van de acht. Zij breekt door bij het grote publiek met de ARD-uitzending WWF Club, die uitgezonden wordt tussen 1980 en 1990. In het begin van haar carrière is zij tevens actief als zangeres. Zij heeft dan enkele bescheiden hits met de liedjes Ich tanze nie wieder Tango, Höpseke en Lass uns irgendwo hingehn.
Zij heeft in 1984 een eenmalig uitstapje gemaakt naar de Nederlandse tv, waar zij bij de TROS het live middagprogramma Tijd voor Marijke maakte, waarin verenigingen een oproep tot hulp konden doen voor spullen en middelen.
Amado presenteert in 1989 het WDR-programma Easy. Hierin worden jonge mensen en hun talenten of hun hobby gepresenteerd. In 1990 acteert zij in de zesdelige ARD-kinderserie Unternehmen Jocotobi. In 1991 speelt zij een gastrol in een aflevering van de RTL-serie Ein Schloß am Wörthersee en van januari 1992 tot in april 1992 presenteert zij de RTL-quizshow Superfan, waarin drie fans vragen met betrekking tot hun (aanwezige) idool moeten beantwoorden.
Van 1990 tot 1998 presenteert Amado het RTL-kinderprogramma Mini-playbackshow. Vanwege slechte kijkcijfers krijgt de show in 1998 een remake en wordt zij vervangen door Jasmin Wagner. Samen met Franz-Josef Antwerpes presenteert zij tussen 1998 en 2000 bij de zender WDR het programma Amado und Antwerpes - Die Talkshow für Genießer. Tussen voorjaar 2008 en het najaar van 2009 presenteert zij elke 2 weken op de zondag-namiddag, samen met voormalige WWF-Club-collega Jürgen Triebel het radioprogramma Schlagerboulevard bij de zender WDR 4. In augustus 2009 wordt gestart met het uitzenden van de MDR talkshow Amado - der Talk. Dit gebeurt onregelmatig op de vrijdagavond en stopt op een gegeven moment.
Zij blijft tegelijkertijd televisie-uitzendingen presenteren bijvoorbeeld met de Benelux als onderwerp of muziekprogramma's als het Schlagerfestival (Nederland) in 2010 in Kerkrade. Ook is zij vaker te gast in programma's als Alfredissimo, Zimmer frei!, Blond am Freitag, Planet Wissen, Kachelmanns Spätausgabe, Das perfekte Promi-Dinner, Volle Kanne, Lafer, Lichter, Lecker, Samstag Abend en Promi Shopping Queen. In 2013 deed ze mee met de Duitse versie van So You Think You Can Dance daar heet het Let's Dance, haar danspartner was Stefano Terrazzino. Daarna deed ze nog mee aan de Duitse versie van Jouw vrouw, mijn vrouw (Frauentausch) en was een van de prominenten in Big Brother, ze werd derde.

## Andere activiteiten
Amado is tegenwoordig ook ondernemer. Zij is eigenaar van Step to the future. Hier worden televisiepresentatoren opgeleid. Ook speelt zij in enkele musicals, waaronder Die Schöne und das Biest.
Zij wordt slachtoffer van huweljksperikelen en begint berooid aan een nieuw leven. Deze periode beschrijft zij in het autobiografische boek Mr. Bink - Vom Traummann zum Albtraum, dat in 2007 gepubliceerd wordt. Daarnaast houdt zij zich bezig met de milieu- en energieproblematiek en is zij voorzitter van haar eigen stichting wfwf (water for the world foundation), die zich tot doel gesteld heeft de derdewereldlanden te voorzien van schoon drinkwater.